# Siemion Sidorczuk
Siemion Julianowicz Sidorczuk, ros. Семён Юлианович Сидорчук (ur. 14 września 1882 w Kobryniu, zm. wiosną 1932 w Polsce) – rosyjski architekt
W 1900 ukończył szkołę realną w Wilnie, zaś w 1907 Instytut Inżynierski w Sankt Petersburgu. Od 1909 pracował jako zastępca architekta, a następnie technik budowlany i drogowy w zarządzie pałacowym w Carskim Siole, gdzie zaprojektował wiele budynków. W 1913  objął obowiązki laboranta w petersburskim instytucie inżynierskim. W 1914 został jednocześnie technikiem 1 carskosielskiej wojskowej komisji budowlanej. Od 1915 nadzorował kanalizację Carskiego Sioła. W poł. 1917 został zmobilizowany do armii rosyjskiej, ale nie trafił na front. Skierowano go do Woroneża, gdzie w charakterze inżyniera wojskowego zaprojektował fabrykę materiałów wybuchowych. W 1918 wyjechał do Kijowa, gdzie został inżynierem specjalistą 5 klasy w oddziale techniki sanitarnej ukraińskiego ministerstwa zdrowia publicznego. Jesienią 1919 powrócił w rodzinne strony. Na początku 1920 otrzymał pracę w starostwie kobryńskim jako inżynier okręgowy. Podczas ofensywy wojsk bolszewickich na Warszawę wstąpił do Wojska Polskiego. Służył w pododdziale drogowo-mostowym, a następnie 1 grupie inżynieryjnej 4 Armii. Od pocz. stycznia 1921 pełnił funkcję architekta rejonowego w Brześciu nad Bugiem. W 1923 został starszym referentem w Poleskiej Dyrekcji Okręgowej Robót Publicznych (m.in. opracował regulację miasteczek Domaczewo i Szereszów). W listopadzie 1925 objął funkcję architekta miejskiego w Brześciu nad Bugiem. Zaprojektował wiele publicznych i prywatnych budynków. W lutym 1928 został zmuszony do rezygnacji z tego stanowiska. W kolejnych latach pracował jako miejski architekt w Równem, a potem Kowlu.